# Calixto Malcom
Calixto Malcolm Burns (15 de febrero de 1947 – 19 de febrero de 2021) fue un exjugador de baloncesto y abogado panameño. 

## Trayectoria
Con la Selección de baloncesto de Panamá jugó los Juegos Olímpicos de México 1968. Posteriormente se hizo mucho más conocido en Panamá como abogado y juez. Malcolm era magistrado presidente del Tribunal de Apelaciones Marítimas. Su destacada carrera en el servicio público estuvo acompañada de su dedicación a la docencia, que fue recordada y apreciada por sus alumnos.

## Fallecimiento
El 19 de febrero de 2021 fallece en horas de la tarde en el hospital.